# Midway (Utah)
Midway is een plaats (city) in de Amerikaanse staat Utah, behorend tot Wasatch County.

## Geschiedenis
In 1858 trokken de eerste kolonisten naar het gebied waar nu Midway ligt. Zij richtten twee kleine nederzettingen op. Om zich te beschermen tegen indianen, werd halverwege (midway) een fort gebouwd. Hieromheen groeide het stadje Midway. In de periode 1860-1880 kwamen er veel Zwitsers wonen. Veel van de huidige inwoners zijn hun afstammelingen. In de folklore van Midway zijn nog veel Zwitserse elementen; jaarlijks wordt een Swiss Day gevierd.
Tegenwoordig zijn de belangrijkste economische activiteiten de landbouw en het toerisme.

## Demografie
Bij de volkstelling in 2000 werd het aantal inwoners vastgesteld op 2121.
In 2006 is het aantal inwoners door het United States Census Bureau geschat op 3117, een stijging van 996 (47,0%).

## Sport
In Soldier Hollow in Midway zijn wedstrijden georganiseerd in het kader van de Olympische Winterspelen 2002, die in het nabijgelegen Salt Lake City plaatsvonden. Regelmatig worden er nog wintersportevenementen gehouden. Bijvoorbeeld voor de Wereldbeker biatlon.

## Geografie
Volgens het United States Census Bureau beslaat de plaats een oppervlakte van 8,7 km², geheel bestaande uit land. Midway ligt in een dal in de Rocky Mountains.

## Plaatsen in de nabije omgeving
De onderstaande figuur toont nabijgelegen plaatsen in een straal van 16 km rond Midway.

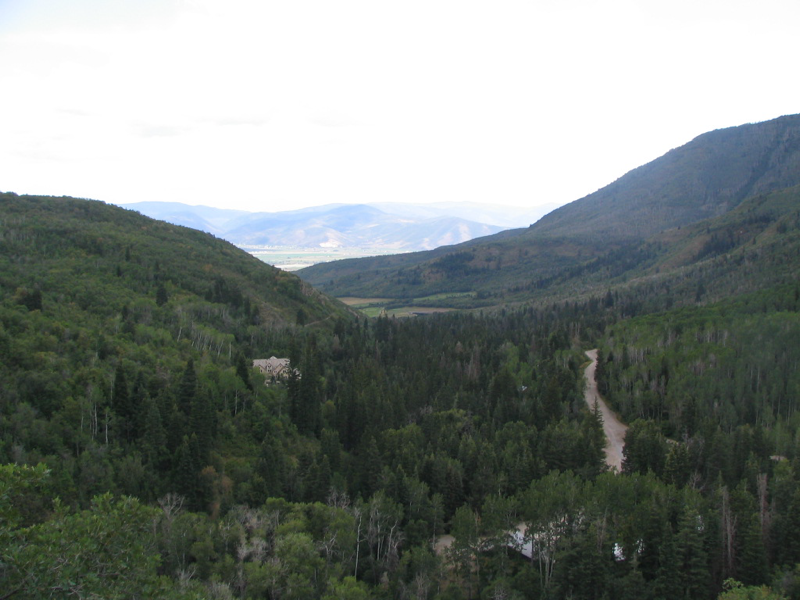
Heber Valley net buiten Midway